# Хипермнестра
Хипермнестра (грч. Hypermestra, лат. Hypermestra) је у грчкој митологији кћерка краља Данаја, жена Линкеја и његова наследница на аргејском престолу.

## Митологија
Хипермнестра је била најмлађа од педесет Данајевих кћерки. Када је Данај заповедио својим кћеркама да убију, прве брачне ноћи своје мужеве, Хипермнестра је била једина која то није учинила, а тиме је и избегла казну богова. Богови су све кћерке Данаја - Данаиде, казнили да вечно доливају воду у буре без дна.
Хипермнестра је као заслугу што није извршила очеву заповест, од богова награђена срећним браком и славним потомством. од њеног рода потичу, поред осталих и Персеј и Херакло.